# Cetnik
Cetnik (lub Cofnik) – rów wodny znajdujący się w woj.Śląskim na terenie Katowic, przepływający przez dzielnicę Zarzecze, prawobrzeżny dopływ rzeki Mlecznej w Katowicach.
W przeszłości, w rejonie rowu Cetnik dochodziło do lokalnych podtopień, zwłaszcza po intensywnych opadach deszczu. Mieszkańcy okolicznych terenów zgłaszali problemy z zalewaniem dróg i posesji, co wskazuje na potrzebę monitorowania i utrzymania infrastruktury wodnej w tym obszarze.
W kontekście planowania przestrzennego, Rów Cetnik jest uwzględniany jako element systemu wodnego w dolinach rzecznych, wraz z innymi dopływami Mlecznej, takimi jak Bagnik czy Kaskadnik.
Rów Cetnik odgrywa istotną rolę w lokalnym systemie hydrologicznym, wpływając na gospodarkę wodną i w południowych dzielnicach Katowic.